# Cannero Riviera
Cannero Riviera es una localidad y comune italiana de la provincia de Verbano-Cusio-Ossola, región de Piamonte, con 1.044 habitantes.

## Evolución demográfica
| Gráfica de evolución demográfica de Cannero Riviera entre 1861 y 2001 |
|                                                                       |
| Fuente ISTAT - elaboración gráfica de Wikipedia                       |